# Haemaphysalis demidovae
Haemaphysalis demidovae är en fästingart som beskrevs av Emel'yanova 1978. Haemaphysalis demidovae ingår i släktet Haemaphysalis och familjen hårda fästingar. Inga underarter finns listade i Catalogue of Life.